# Općina Sveti Jurij v Slovenskih goricah
Općina Sveti Jurij v Slovenskih goricah (slo.:Občina Sveti Jurij v Slovenskih goricah) je općina u sjeveroistočnoj Sloveniji u pokrajini Štajerskoj i statističkoj regiji Podravskoj. Središte općine je naselje Jurovski Dol s 361 stanovnikom. Općina je nastala u ljeto 2006. godine izdvajanjem iz općine Lenart.

## Naselja u općini
Jurovski Dol, Malna, Spodnji Gasteraj, Srednji Gasteraj, Varda, Zgornje Partinje, Zgornji Gasteraj, Žitence

## Vanjske poveznice
- http://www.obcinajurij.si/ Službena stranica općine
- https://sites.google.com/site/zupnijasvetijurijvslg/what-s-happening  Arhivirana inačica izvorne stranice od 14. srpnja 2015. (Wayback Machine)